# Элиашберг, Герасим Матвеевич
Гера́сим Матве́евич Элиа́шберг (26 июля 1930, Ленинград — 8 января 2021, Черноголовка) — советский и российский физик-теоретик, академик РАН (2000; член-корреспондент с 1990), автор около 70 научных работ.

## Биография
Родился 26 июля 1930 года в Ленинграде в семье учёных в области целлюлозно-бумажного производства Матвея Герасимовича Элиашберга и Амалии Яковлевны Элиашберг. Брат математика Якова Элиашберга.
В 1952 году окончил физический факультет Ленинградского государственного университета.
После окончания университета работал на ленинградском заводе «Красный химик».
С 1959 года научный сотрудник Физико-технического института им. А. Ф. Иоффе.
В 1964 году переехал в Черноголовку (Московская область), где стал работать в филиале Института химической физики.
С 1965 года главный научный сотрудник Института теоретической физики им. Л. Д. Ландау.
В 1970 году награждён медалью «В ознаменование 100-летия со дня рождения Владимира Ильича Ленина».
В 2006 году награждён орденом Почёта.
Похоронен на Макаровском кладбище (село Макарово, городской округ Черноголовка, Московская обл.).

## Семья
- Первая жена — Елена Исааковна Эйзенгардт (1930—1958), дочь историка Исаака Моисеевича Троцкого (1903—1937), приёмная дочь и племянница филолога-классика Иосифа Моисеевича Тронского.
- Вторая жена — Лидия Ивановна Петрова, преподаватель пения Черноголовской детской школы искусств.
- Двоюродный брат — доктор технических наук Иосиф Григорьевич Абрамсон (род. 1927), главный научный сотрудник научно-исследовательского центра «Гипроцемент-Наука» (Санкт-Петербург).

## Научная деятельность
Известен работами в области статистической физики, сверхпроводимости, физики твердого тела.
Развивал теорию электрон-фононного взаимодействия в сверхпроводниках при конечных температурах. Вывел уравнение для сверхпроводников с сильной связью электронов, названое его именем. В 1970 году предсказал возможность повышения критической температуры сверхпроводимости под воздействием высокочастотного электромагнитного поля.
Обобщил теорию ферми-жидкости Ландау на случай конечных температур, указал область температур и частот, где может наблюдаться нулевой звук в 3Не. Совместно с Л. П. Горьковым построил теорию кинетики сверхпроводников во внешних переменных магнитных полях и теорию металлических частиц малых размеров.